# 钱小华
钱小华（1964年—），又名钱晓华，江苏金坛人，先锋书店创始人与首席执行官，毕业于南京大学写作班。

## 生平
1964年，生于今江苏省常州市金坛区。1986年，于乡政府从事新闻报道工作。因写作出色，被调至金坛县政府，六个月后又被调往金坛纺织厂从事文秘工作。1989年，考入南京大学中文系第三期作家班，是当届作家班最年轻的学生。1991，从南京大学毕业。大学毕业后，在纺织系统的省级机关做文字工作，因与新领导关系不睦，愤而辞职。辞职后，曾从姐夫那里借来五百块钱做茶叶生意。1996年，创办先锋书店。